# Der sechste Mai
Der sechste Mai (06/05) ist der letzte Spielfilm des niederländischen Regisseurs Theo van Gogh aus dem Jahr 2004. Er befasst sich mit den teils fiktiven Hintergründen der Ermordung des Politikers Pim Fortuyn. Der Titel bezieht sich auf den Tag der Ermordung Fortuyns, den 6. Mai 2002. Grundlage des Films ist das Buch Der Tod des Kandidaten (De zesde mei) von Tomas Ross.

## Handlung
Kurz nachdem der Pressefotograf Jim de Booy ein spontanes Fotoshooting mit dem Starlet Birgit Maas am Mediapark von Hilversum beendet hat, fallen Schüsse: Der Politiker Pim Fortuyn ist von Volkert van der Graaff, einem radikalen Tierschützer, im Anschluss an ein Radiointerview ermordet worden. Als de Booy am folgenden Tag bei der Bergung eines Autowracks den toten Fahrer als einen Verdächtigen vom Vortag wiedererkennt und seine Aufnahmen der Bergung sogleich beschlagnahmt werden, beginnt er die Hintergründe des Mordes an Pim Fortuyn zu recherchieren. Es stellt sich heraus, dass der niederländische Geheimdienst von den Plänen van der Graaffs wusste, diesen aber gewähren ließ. Ein Wahlsieg Pim Fortuyns hätte die Beteiligung der Niederlande an der Entwicklung des Joint Strike Fighters gefährdet, da Fortuyn diesem Projekt eher ablehnend gegenüber stand.

## Dies und Das
Der Film enthält einige dokumentarische Aufnahmen wie zum Beispiel eine Szene aus einer hitzigen Talkshow, in der Marcel van Dam von der Partij van de Arbeid, Ex-Minister und damaliger Intendant eines öffentlich-rechtlichen Senders, Fortuyn noch zu Lebzeiten als einen „außergewöhnlich minderwertigen Menschen“ („een buitengewoon minderwaardig mens“) beschimpft hatte. Diese Wiederaufführung wollte van Dam angesichts der brutalen Ermordungen Fortuyns und van Goghs verhindern und klagte gegen die geplante Kino-Aufführung. Daraufhin wurde der Film zunächst von dem Internet-Dienstleister Tiscali gegen Gebühr ins Internet gestellt. Ein Gericht gab den Film dann schließlich in der Ausgabe letzter Hand frei, das heißt, der Zuschauer bekommt die letzte komplette Rohfassung des Films zu sehen, wobei er einige Längen und harte Schnitte in Kauf nehmen muss. Der Filmemacher konnte sein Werk nicht mehr verbessern, da er während der Nachbearbeitung von einem islamistischen Fanatiker ermordet worden war. Marcel van Dam trat am 29. Januar 2005 von seinem Intendanten-Posten zurück.

## Kritiken
Der deutsche Filmdienst fasste zusammen: „Die fiktionale Geschichte verdichtet authentische Vorgänge zur Verschwörungstheorie. Durch die ruhelose Handkamera, die dynamische Montage und einen effektvollen Sound entsteht ein mitreißender Film über das kontrovers diskutierte Thema der multikulturellen Gesellschaft. Die letzte Arbeit von Theo van Gogh, der während des Endschnitts von einem islamistischen Extremisten erstochen wurde, nachdem sein Kurzfilm ‚Submission‘ über die Unterdrückung der Frauen im Islam im Fernsehen gezeigt wurde.“
Bei prisma.de stand: „Ausgehend von realen Ereignissen inszenierte der holländische Regisseur Theo van Gogh […] einen hoch spannenden Politthriller, der auch brisante gesellschaftliche Themen nicht ausspart. Van Gogh nutzte die reale Ermordung des konservativen holländischen Populisten Pim Fortuyn kurz vor den Parlamentswahlen 2002 als Ausgangspunkt für eine fiktionale Handlung, in deren Mittelpunkt eine Verschwörung steht. Ergänzt durch dokumentarische Aufnahmen von Nachrichtensendungen und Fernsehduellen, greift van Gogh in seinem Krimi einmal mehr virulente gesellschaftliche Themen auf. Eine dynamische Montage, effektvolles Sound-Design und eine ruhelose Handkamera verleihen der brisanten Handlung zusätzlichen Schwung.“
Cinema wertete: „Der letzte Film des Filmmachers Theo van Gogh, der 2004 von einem Islamisten ermordet wurde. Provokant, aber auch unausgereift.“

## Auszeichnungen
- 2005: Gouden Kalf für Thijs Römer als Bester Hauptdarsteller